# Reicheltnevet
Reicheltnevet är en kulle i Antarktis. Den ligger i Östantarktis. Norge gör anspråk på området. Toppen på Reicheltnevet är 1 837 meter över havet, eller 8 meter över den omgivande terrängen. Bredden vid basen är 0,33 km.
Terrängen runt Reicheltnevet är varierad. Trakten är obefolkad. Det finns inga samhällen i närheten. 